# جادوی سیاه (فیلم ۱۹۴۴)
جادوی سیاه (انگلیسی: Black Magic) فیلمی در ژانر مرموز به کارگردانی فیل روزن است که در سال ۱۹۴۴ منتشر شد.